# Shelswell
Shelswell är en by i civil parish Newton Purcell with Shelswell, i distriktet Cherwell, i grevskapet Oxfordshire, i England. Byn är belägen 8 km från Bicester. Shelswell var en civil parish fram till 1932 när blev den en del av Newton Purcell with Shelswell. Civil parish hade 31 invånare år 1931. Byar nämndes i Domedagsboken (Domesday Book) år 1086, och kallades då Scildeswelle.